# ニュージーランドの首相
ニュージーランドの首相（英: Prime Minister of New Zealand）は、ニュージーランドの行政府の長。通例、代議院（一院制議会）で最大議席を獲得した政党の党首が務める。議会の選出を経て、ニュージーランド国王の代理であるニュージーランド総督が任命する。

## ニュージーランド首相の一覧
| 代                               | 氏名                             | 氏名                               | 政党                             | 就任                             | 離任                             |
| Colonial Secretaries (1856–1869) | Colonial Secretaries (1856–1869) | Colonial Secretaries (1856–1869)   | Colonial Secretaries (1856–1869) | Colonial Secretaries (1856–1869) | Colonial Secretaries (1856–1869) |
| -------------------------------- | -------------------------------- | ---------------------------------- | -------------------------------- | -------------------------------- | -------------------------------- |
| 1                                |                                  | ヘンリー・シーウェル               | なし                             | 1856年5月7日                     | 1856年5月20日                    |
| 2                                |                                  | ウィリアム・フォックス             | なし                             | 1856年5月20日                    | 1856年6月2日                     |
| 3                                |                                  | エドワード・スタンフォード         | なし                             | 1856年6月2日                     | 1861年7月12日                    |
| -                                |                                  | ウィリアム・フォックス (第2期)     | なし                             | 1861年7月12日                    | 1862年8月6日                     |
| 4                                |                                  | アルフレッド・ドメット             | なし                             | 1862年8月6日                     | 1863年10月30日                   |
| 5                                |                                  | フレデリック・ウィテカー           | なし                             | 1863年10月30日                   | 1864年11月24日                   |
| 6                                |                                  | フレデリック・ウェルド             | なし                             | 1864年11月24日                   | 1865年10月16日                   |
| -                                |                                  | エドワード・スタンフォード (第2期) | なし                             | 1865年10月16日                   | 1869年6月28日                    |
| Premiers (1869–1907)             |                                  |                                    |                                  |                                  |                                  |
| -                                |                                  | ウィリアム・フォックス (第3期)     | なし                             | 1869年6月28日                    | 1872年9月10日                    |
| -                                |                                  | エドワード・スタンフォード (第3期) | なし                             | 1872年9月10日                    | 1872年10月11日                   |
| 7                                |                                  | ジョージ・ウォーターハウス         | なし                             | 1872年10月11日                   | 1873年3月3日                     |
| -                                |                                  | ウィリアム・フォックス (第4期)     | なし                             | 1873年3月3日                     | 1873年4月8日                     |
| 8                                |                                  | ジュリス・ボーゲル                 | なし                             | 1873年4月8日                     | 1875年7月6日                     |
| 9                                |                                  | ダニエル・ポーレン                 | なし                             | 1875年7月6日                     | 1876年2月15日                    |
| -                                |                                  | ジュリス・ボーゲル (第2期)         | なし                             | 1876年2月15日                    | 1876年9月1日                     |
| 10                               |                                  | ハリー・アトキンソン               | なし                             | 1876年9月1日                     | 1877年10月13日                   |
| 11                               |                                  | ジョージ・グレイ                   | なし                             | 1877年10月13日                   | 1879年10月8日                    |
| 12                               |                                  | ジョン・ホール                     | なし                             | 1879年10月8日                    | 1882年4月21日                    |
| -                                |                                  | フレデリック・ウィテカー (第2期)   | なし                             | 1882年4月21日                    | 1883年9月25日                    |
| -                                |                                  | ハリー・アトキンソン (第2期)       | なし                             | 1883年9月25日                    | 1884年8月16日                    |
| 13                               |                                  | ロバート・スタウト                 | なし                             | 1884年8月16日                    | 1884年8月28日                    |
| -                                |                                  | ハリー・アトキンソン (第3期)       | なし                             | 1884年8月28日                    | 1884年9月3日                     |
| -                                |                                  | ロバート・スタウト (第2期)         | なし                             | 1884年9月3日                     | 1887年10月8日                    |
| -                                |                                  | ハリー・アトキンソン (第4期)       | なし                             | 1887年10月8日                    | 1891年1月24日                    |
| 14                               |                                  | ジョン・バランス                   | ニュージーランド自由党           | 1891年1月24日                    | 1893年4月27日                    |
| 15                               |                                  | リチャード・セドン                 | ニュージーランド自由党           | 1893年4月27日                    | 1906年6月10日                    |
| 16                               |                                  | ウィリアム・ホール・ジョーンズ     | ニュージーランド自由党           | 1906年6月10日                    | 1906年8月6日                     |
| Prime Ministers (1907–現在)      |                                  |                                    |                                  |                                  |                                  |
| 17                               |                                  | ジョセフ・ワード                   | ニュージーランド自由党           | 1906年8月6日                     | 1912年3月28日                    |
| 18                               |                                  | トーマス・マッケンジー             | ニュージーランド自由党           | 1912年3月28日                    | 1912年7月10日                    |
| 19                               |                                  | ウィリアム・マッシー               | ニュージーランド改革党           | 1912年7月10日                    | 1925年5月10日                    |
| 20                               |                                  | フランシス・ベル                   | ニュージーランド改革党           | 1925年5月10日                    | 1925年5月30日                    |
| 21                               |                                  | ゴードン・コーツ                   | ニュージーランド改革党           | 1925年5月30日                    | 1928年12月10日                   |
| -                                |                                  | ジョセフ・ワード (第2期)           | 連合党                           | 1928年12月10日                   | 1930年5月28日                    |
| 22                               |                                  | ジョージ・フォーブス               | 連合党                           | 1930年5月28日                    | 1935年12月6日                    |
| 23                               |                                  | マイケル・ジョセフ・サヴィッジ     | ニュージーランド労働党           | 1935年12月6日                    | 1940年3月27日                    |
| 24                               |                                  | ピーター・フレーサー               | ニュージーランド労働党           | 1940年3月27日                    | 1949年12月13日                   |
| 25                               |                                  | シドニー・ホランド                 | ニュージーランド国民党           | 1949年12月13日                   | 1957年9月20日                    |
| 26                               |                                  | キース・ホリヨーク                 | ニュージーランド国民党           | 1957年9月20日                    | 1957年12月12日                   |
| 27                               |                                  | ウォルター・ナッシュ               | ニュージーランド労働党           | 1957年12月12日                   | 1960年12月12日                   |
| -                                |                                  | キース・ホリヨーク (第2期)         | ニュージーランド国民党           | 1960年12月12日                   | 1972年2月7日                     |
| 28                               |                                  | ジャック・マーシャル               | ニュージーランド国民党           | 1972年2月7日                     | 1972年12月8日                    |
| 29                               |                                  | ノーマン・カーク                   | ニュージーランド労働党           | 1972年12月8日                    | 1974年8月31日                    |
| -                                |                                  | ヒュー・ワット (代理)              | ニュージーランド労働党           | 1974年9月1日                     | 1974年9月6日                     |
| 30                               |                                  | ビル・ローリング                   | ニュージーランド労働党           | 1974年9月6日                     | 1975年12月12日                   |
| 31                               |                                  | ロバート・マルドゥーン             | ニュージーランド国民党           | 1975年12月12日                   | 1984年7月26日                    |
| 32                               |                                  | デビッド・ロンギ                   | ニュージーランド労働党           | 1984年7月26日                    | 1989年8月8日                     |
| 33                               |                                  | ジェフリ・パルマー                 | ニュージーランド労働党           | 1989年8月8日                     | 1990年9月4日                     |
| 34                               |                                  | マイク・ムーア                     | ニュージーランド労働党           | 1990年9月4日                     | 1990年11月2日                    |
| 35                               |                                  | ジム・ボルジャー                   | ニュージーランド国民党           | 1990年11月2日                    | 1997年12月8日                    |
| 36                               |                                  | ジェニー・シップリー               | ニュージーランド国民党           | 1997年12月8日                    | 1999年12月5日                    |
| 37                               |                                  | ヘレン・クラーク                   | ニュージーランド労働党           | 1999年12月5日                    | 2008年11月19日                   |
| 38                               |                                  | ジョン・キー                       | ニュージーランド国民党           | 2008年11月19日                   | 2016年12月12日                   |
| 39                               |                                  | ビル・イングリッシュ               | ニュージーランド国民党           | 2016年12月12日                   | 2017年10月26日                   |
| 40                               |                                  | ジャシンダ・アーダーン             | ニュージーランド労働党           | 2017年10月26日                   | 2023年1月25日                    |
| 41                               |                                  | クリス・ヒプキンス                 | ニュージーランド労働党           | 2023年1月25日                    | 2023年11月27日                   |
| 42                               |                                  | クリストファー・ラクソン           | ニュージーランド国民党           | 2023年11月27日                   | （現職）                         |

## 存命中の首相経験者
2023年11月現在、存命中のニュージーランド首相経験者は以下の8人。
- ジェフリ・パルマー
(1989–1990)
生年月日
1942年4月21日（83歳）
- ジム・ボルジャー
(1990–1997)
生年月日
1935年5月31日（90歳）
- デイム・ジェニー・シップリー
(1997–1999)
生年月日
1952年2月2日（73歳）
- ヘレン・クラーク
(1999–2008)
生年月日
1950年2月26日（75歳）
- サー・ジョン・キー
(2008–2016)
生年月日
1961年8月9日（63歳）
- サー・ビル・イングリッシュ
(2016–2017)
生年月日
1961年12月30日（63歳）
- ジャシンダ・アーダーン
(2017–2023)
生年月日
1980年7月26日（44歳）
- クリス・ヒプキンス
(2023)
生年月日
1978年9月5日（46歳）

最近の首相経験者の死去は、2020年2月2日死去・71歳没のマイク・ムーア (1990年在任)。

## 補足事項
第40代首相ジャシンダ・アーダーンは2018年6月に出産したため6月21日から8月1日まで産休を取得し、その間はウインストン・ピータース副首相が首相代行を務めた。